# António Leal Moreira
António Leal Moreira (født 30. juni 1758 i Abrantes - død 26. november 1819 i Lissabon, Portugal) var en portugisisk komponist, dirigent, organist og lærer.
Moreira studerede komposition på Patriarkal Seminariet i Lissabon. Han var senere assistent som lærer i komposition og orgel, på samme skole. Moreira har mest komponeret operaer og religiøs musik, men skrev også 4 symfonier og orkesterværker. Han blev den første chefdirigent på Sao Carlos Tearet i Lissabon, hvor han opførte italienske og egne operaer og værker.

## Udvalgte værker
- Symfoni (i D-dur) (1793) - for 2 orkestre
- Symfoni (i G-dur) (1803) - for orkester
- Symfoni (i D-dur) (1805) - for orkester
- Symfoni for 6 orgler